# مصطفى كامل (كفر الشيخ)
قرية مصطفى كامل هي إحدى القرى التابعة لمركز كفر الشيخ في محافظة كفر الشيخ في جمهورية مصر العربية. حسب إحصاءات سنة 2006، بلغ إجمالي السكان في مصطفى كامل 1826 نسمة، منهم 849 رجل و977 امرأة.